# عضلة تحت الشوكة
العضلة تحت الشوكة (بالإنجليزية: Infraspinatus muscle)‏ في علم تشريح الإنسان، هي عضلة تصل عظم الكتف بعظم العضد.